# Cladonota lividus
Cladonota lividus är en insektsart som beskrevs av Buckton. Cladonota lividus ingår i släktet Cladonota och familjen hornstritar. Inga underarter finns listade i Catalogue of Life.